# Strada Sfânta Vineri din Pitești
Strada Sfânta Vineri este o stradă din municipiul Pitești, Bulevardul I.C. Brătianu și Strada Costache Negri. Această stradă amintește trecătorilor cum Piteștiul obișnuia să arate în trecut, păstrând mai mult sau mai puțin conservate câteva clădiri construite între secolele XVIII-XIX în stilul arhitectural obișnuit acelor vremuri, clădiri care își expun timid fațadele bogat ornamentate.

## Descriere
Purtând numele bisericii Sfânta Vineri, strada făcea legătura între ulița boierească (astăzi strada I.C. Brătianu) și râul Argeș. Pe această stradă se aflau hanuri și case ale negustorilor, unele dintre ele fiind demolate înainte de 1989. 

## Monumente istorice
| Cod LMI            | Denumire                               | Localitate         | Localizare                               | Datare, Creatori | Imagine               | Erori             |
| ------------------ | -------------------------------------- | ------------------ | ---------------------------------------- | ---------------- | --------------------- | ----------------- |
| AG-II-m-B-13434    | Casa negustorului Agate Raiciu Vasiliu | municipiul Pitești | Str. Sfânta Vineri 18, Str. Vlad Țepeș 1 | 1892             | Încarcă foto \| video | Raportează eroare |
| AG-II-m-B-13435    | Casa Dogaru                            | municipiul Pitești | Str. Sfânta Vineri 22                    | 1896             |                       | Raportează eroare |
| AG-II-m-B-13436    | Hanul Gabroveni                        | municipiul Pitești | Str. Sfânta Vineri 23                    | 1877             |                       | Raportează eroare |
| AG-II-m-B-13437    | Casă cu spații comerciale              | municipiul Pitești | Str. Sfânta Vineri 25                    | sec. XIX         |                       | Raportează eroare |
| AG-II-m-B-13438    | Casă cu atelier de tăbăcar             | municipiul Pitești | Str. Sfânta Vineri 27                    | sf. sec. XIX     |                       | Raportează eroare |
| AG-II-m-B-13439    | Casa Vulcan                            | municipiul Pitești | Str. Sfânta Vineri 28                    | înc. sec. XX     |                       | Raportează eroare |
| AG-II-a-B-13440    | Ansamblul bisericii „Sf. Vineri”       | municipiul Pitești | Str. Sfânta Vineri 44                    | 1827, 1912       |                       | Raportează eroare |
| AG-II-m-B-13440.01 | Biserica „Sf. Vineri”                  | municipiul Pitești | Str. Sfânta Vineri 44                    | 1827, ref. 1912  |                       | Raportează eroare |
| AG-II-m-B-13440.02 | Casă parohială                         | municipiul Pitești | Str. Sfânta Vineri 44                    | 1912             | Încarcă foto \| video | Raportează eroare |
| AG-II-m-B-13440.03 | Parc                                   | municipiul Pitești | Str. Sfânta Vineri 44                    | 1912             |                       | Raportează eroare |
| AG-II-m-B-13440.04 | Gard                                   | municipiul Pitești | Str. Sfânta Vineri 44                    | 1912             |                       | Raportează eroare |
| AG-II-m-B-13441    | Casa Dimitrie Gh. Dima                 | municipiul Pitești | Str. Sfânta Vineri 49                    | 1901             |                       | Raportează eroare |

1. ↑  Spiridon Cristocea, Elena Moraru, Romeo Maschio Piteștiul de altădată O istorie ilustrată, Editura Ordessos, Pitești, 2011